# Roy Lee
Roy Lee (sinh ngày 23 tháng 3 năm 1969) là một nam doanh nhân kiêm nhà sản xuất điện ảnh người Mỹ gốc Hàn Quốc. Ông nổi tiếng với việc sáng lập hãng phim Vertigo Entertainment vào năm 2001 và tham gia sản xuất nhiều bộ phim thông qua hãng phim này, trong đó có Chú hề ma quái, bộ phim kinh dị do ông hợp tác sản xuất với Dan Lin vào năm 2017, đã trở thành tác phẩm kinh dị doanh thu cao nhất mọi thời đại khi thu về 701,8 triệu USD.

## Tiểu sử
Roy Lee sinh ngày 23 tháng 3 năm 1969 tại bệnh viện Wyckoff Heights tại Brooklyn, New York trong một gia đình gốc Hàn Quốc, có cha là một bác sĩ. Là một người theo đạo Thiên Chúa giáo, mẹ ông luôn mong muốn ông sẽ trở thành một mục sư, song ông quyết định theo học ngành kinh doanh.
Trong thời gian học đại học tại Đại học George Washington, Lee có buổi thực tập tại công ty luật Fried, Frank, Harris, Shriver & Jacobson. Sau khi tốt nghiệp, ông theo học trường luật tại Đại học Luật Washington trực thuộc Đại học Mỹ, nơi ông chuẩn bị cho sự nghiệp ngành luật doanh nghiệp.

## Danh sách phim

### Phim điện ảnh
Nhà sản xuất
- Dark Water (2005)
- The Lake House (2006)
- Assassination of a High School President (2008)
- Shutter (2008)
- The Strangers (2008)
- The Echo (2008)
- Quarantine (2008)
- Possession (2009)
- The Uninvited (2009)
- Quarantine 2: Terminal (2011)
- The Roommate (2011)
- Truy kích (2011)
- Asylum Blackout (2011)
- Oldboy (2013)
- The Voices (2014)
- The Lego Movie (2014)
- Flight 7500 (2014)
- Tẩu thoát trong đêm (2015)
- Yêu tinh (2015)
- Hidden (2015)
- Cậu bé ma (2016)
- Blair Witch (2016)
- Sleepless (2017)
- The Lego Batman Movie (2017)
- Death Note (2017)
- Chú hề ma quái (2017)
- The Lego Ninjago Movie (2017)
- Polaroid (2019)
- The Lego Movie 2: The Second Part (2019)
- Chú hề ma quái 2 (2019)
- The Turning (2020)
- His House (2020)
- Brahms: The Boy II (2020)
- Barbarian (2022)
- Em yêu đừng sợ (2022)
- The Mother (2023)
- Nimona (2023)
- Cobweb (2023)
- Boy Kills World[2] (2023)
- Salem's Lot (2024)
- Kẻ đồng hành (2025)
- Một bộ phim Minecraft (2025)[3][4][5]
- Until Dawn (2025)
- Weapons (2026)
- The Long Walk (TBA)
- Made in Abyss (TBA)

Giám đốc sản xuất
- Vòng tròn định mệnh (2002)
- The Grudge (2004)
- Vòng tròn định mệnh 2 (2005)
- Eight Below (2006)
- Điệp vụ Boston (2006)
- The Grudge 2 (2006)
- The Invasion (2007)
- I'm from Rolling Stone (2007)
- The Eye (2008)
- My Sassy Girl (2008)
- The Grudge 3 (2009)
- The Woman in Black (2012)
- The Woman in Black 2: Thiên sứ tử thần (2014)
- Iris (2016)
- Vòng tròn tử thần (2017)
- The Disaster Artist (2017)
- Extinction (2018)
- Chúa tể Godzilla (2019)
- Doctor Sleep: Ký ức kinh hoàng (2019)
- The Grudge (2020)
- Godzilla đại chiến Kong (2021)
- Godzilla x Kong: Đế chế mới (2024)
- V/H/S/Beyond (2024)

Đồng sản xuất
- Bí kíp luyện rồng (2010)
- Bí kíp luyện rồng 2 (2014)
- Bí kíp luyện rồng: Vùng đất bí ẩn (2019)

### Phim truyền hình
Giám đốc sản xuất
- Bates Motel (2013–2014)
- The Exorcist (2016)
- Unikitty! (2017–2020)
- The Stand (2020)